# Miach
Миа Чичак (Загреб, 25. мај 1998), позната као Miach (транскр.  Миач), хрватска је певачица и текстописац.

## Биографија
Рођена је 25. маја 1998. у Загребу. У основној школи почела је да тренира теквондо, у којем је касније стекла црни појас.
Завршила је преддипломски студијски програм Међународних односа и тренутно завршава постдипломске студије Пословне економије и глобализације на Свеучилишту Либертас у Загребу.

## Дискографија

### Студијски албуми
- (2021)